# Pfalzgrafenweiler
Pfalzgrafenweiler är en kommun och ort i Landkreis Freudenstadt i regionen Nordschwarzwald i Regierungsbezirk Karlsruhe i förbundslandet Baden-Württemberg i Tyskland.
Kommunen ingår i kommunalförbundet Pfalzgrafenweiler tillsammans med kommunerna Grömbach och Wörnersberg.